# Протестантизм в Катарі
Протестанти, ймовірно, складають більше 1 % населення Катару, але загалом християни в Катарі є меншістю. За оцінками, протестанти становили 1 % населення у 2000 році, а англікани (якщо вони класифікуються інакше) у тому ж році складали 1,4 %.
У 1947 році була заснована лікарня у співпраці з протестантами, зокрема заснована американським лікарем Мері Брюїнс Еллісон.
У книгарнях є християнська релігійна література англійською мовою. У 2013 році в Катарі відкрилася англіканська церква Богоявлення, яка також вміщує кілька євангельських, п'ятидесятницьких та інших протестантських громад. 50 000 іноземних християн відвідують щотижневі служби в релігійному комплексі Месаймір. У Катарі є частина британського населення. Альянс євангельських церков Катару (ECAQ) налічує приблизно 1200 членів, які походять переважно з Філіппін, Нігерії, Кенії, Індії, Індонезії та Малайзії.

## Номінали
- Єпископальна церква в Єрусалимі та на Близькому Сході, провінція Англіканської спільноти
  - Єпархія Кіпру та Перської затоки, англіканська єпархія, в якій розташований Катар
- Християнські брати та інші вільні церкви
- Пресвітеріанство
- Церква Південної Індії[6]
- Арабська євангельська церква
- П'ятидесятники
- Лютерани
- Харизматичний рух
- Викуплена християнська церква Бога

Катар надав легальний статус англіканським, філіппінським євангельським та індійським християнським церквам. Деномінації зареєстровані під егідою англіканської церкви. У Катарі існує 90 домашніх церков, виділених членам Альянсу євангельських церков.

## Мови богослужіння
- арабська
- англійська
- німецький
- хінді
- ігбо
- індонезійська
- каннада
- малаялам
- непальська
- пенджабі
- португальська
- сингальська
- суахілі
- тагальська
- тамільська
- телугу

## Громадські збори

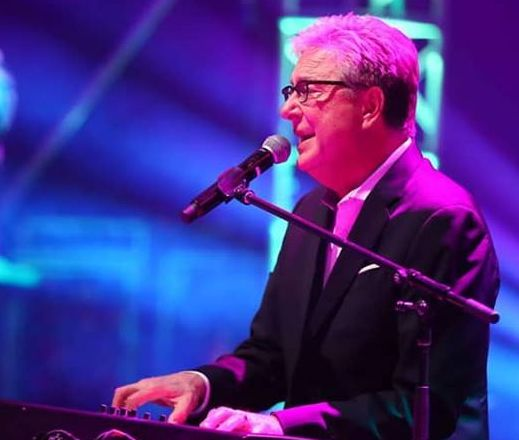
Дон Моен живе в Катарі

На концерті Дона Моена а стадіоні «Азійський міський амфітеатр» 30 листопада та 1 грудня 2018 року тривав фестивалі миру, який зібрав близько 12 000 людей на публічному зібранні під відкритим небом. Фестиваль був організований групою людей з різних церковних верств Маршрут 58:12.
Інші зібрання з більш широкою видимістю;
- Концерт Hillsong London 10 грудня 2016 року зібрав на стадіоні Asian Town Amphitheatre близько 10 000 осіб (організований групою Маршрут 58:12);
- Концерт Planetshakers у травні 2017 року зібрав на арені Ali Bin Hamad al-Attiyah Arena близько 4000 людей (організований групою Маршрут 58:12).